# Колхозное (село, Севастополь)
Колхо́зное (укр. Колхозне) / Узунджи́ (укр. Узунджи, крымскотат. Uzuncı, Узунджы; до 1945 года — Узунджа́) — село в Орлиновском муниципальном округе Балаклавского района Севастополя (согласно позиции России, фактически контролирующей Крым) и село в Бахчисарайском районе Автономной Республики Крым (согласно позиции Украины; ранее — село Орлиновского сельсовета Балаклавского района Севастопольского горсовета).
Самый высокогорный населённый пункт большого Севастополя (350—360 м над уровнем моря).

## География
Колхозное расположено на востоке территории города у границы с Бахчисарайским районом, конечный пункт региональной автодороги 67Н-4 Орлиное — Колхозное (по украинской классификации — Т-2711). Село лежит в ущелье реки Узунджа, одной из составляющих реки Чёрная, в отрогах Ай-Петринской яйлы Главной гряды Крымских гор, высота центра села над уровнем моря 360 м. За восточной окраиной села начинается Узунждинский каньон, одна из достопримечательностей Крыма. Ближайшее село Родниковое — в 2,5 км на юго-запад.

## Население
| 2001 | 2011 | 2014 |
| ---- | ---- | ---- |
| 9    | ↘3   | ↗5   |

Численность населения по данным переписи населения по состоянию на 14 октября 2014 года составила 5 человек, на 2012 год по данным сельсовета — площадь села — 17,1 гектаров, 6 жителей.
Динамика
| - 1805 год — 70 чел. - 1864 год — 249 чел. - 1886 год — 423 чел. - 1889 год — 401 чел. - 1892 год — 583 чел. - 1897 год — 512 чел. - 1902 год — 690 чел. - 1915 год — 455/28 чел. - 1925 год — 515 чел. - 1926 год — 503 чел. | - 1939 год — 358 чел. - 1944 год — 589 чел. - 1953 год — 162 чел. - 1954 год — 151 чел. - 1989 год — 8 чел. - 2001 год — 9 чел. - 2009 год — 5 чел. - 2011 год — 3 чел. - 2012 год — 6 чел. - 2014 год — 5 чел. |

## История
По выводам историка Веймарна, поселение на месте Колхозного существовало уже в VIII веке. Впервые в исторических документах селение встречается в «Османском реестре земельных владений Южного Крыма 1680-х годов», согласно которому в 1686 году (1097 год хиджры) Узундже входил в Мангупский кадылык эялета Кефе. Всего упомянуто 9 землевладельцев, все мусульмане, владевших 336-ю дёнюмами земли. Согласно ярлыку хана Селим Гирея III от 1765 года жители Узунджи, за право безвозмездного пользования лесом и пастбищами во владениях султана, должны были поддерживать в порядке перевал Шайтан-Мердвень (Чёртова лестница). После обретения ханством независимости по Кючук-Кайнарджийскому мирному договору 1774 года «повелительным актом» Шагин-Гирея 1775 года селение было включено в Крымское ханство в состав Бакчи-сарайского каймаканства Мангупскаго кадылыка, что зафиксировано и в Камеральном Описании Крыма… 1784 года (как Узенжи).

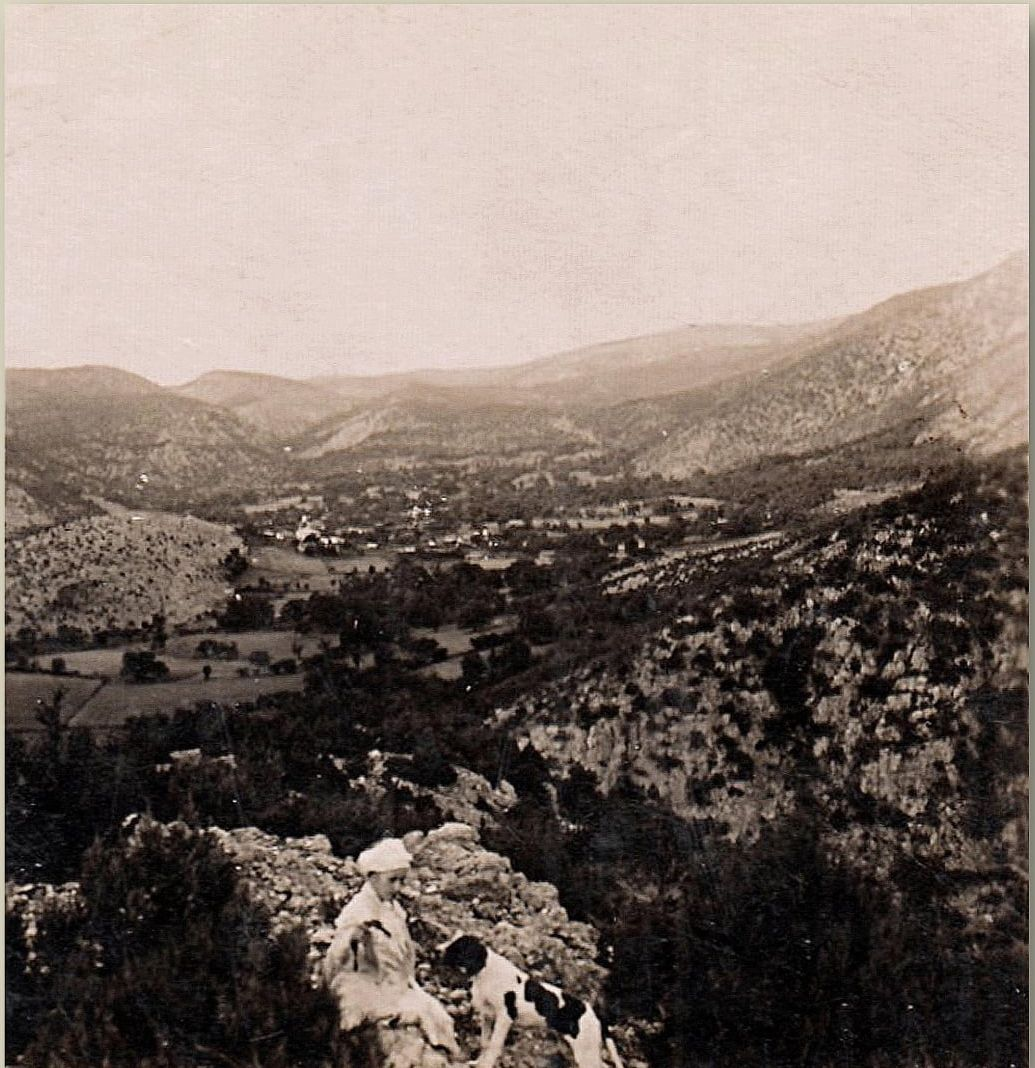
Узунджа, 1910 год.

После присоединения Крыма к России (8) 19 апреля 1783 года, (8) 19 февраля 1784 года, именным указом Екатерины II сенату, на территории бывшего Крымского Ханства была образована Таврическая область и деревня была приписана к Симферопольскому уезду. Перед Русско-турецкой войной 1787—1791 годов производилось выселение крымских татар из прибрежных селений во внутренние районы полуострова, в ходе которого в Узунджу было переселено 134 человека. В конце войны, 14 августа 1791 года всем было разрешено вернуться на место прежнего жительства. После Павловских реформ, с 1796 по 1802 год, входила в Акмечетский уезд Новороссийской губернии. По новому административному делению, после создания 8 (20) октября 1802 года Таврической губернии, Узунджа была включена в состав Махульдурской волости Симферопольского уезда.
По Ведомости о всех селениях в Симферопольском уезде состоящих с показанием в которой волости сколько числом дворов и душ… от 9 октября 1805 года, в деревне Узунджу числилось 18 дворов и 70 жителей, исключительно крымских татар. На военно-топографической карте генерал-майора Мухина 1817 года деревня Узунджу обозначена с 14 дворами. После реформы волостного деления 1829 года Узунчу, согласно «Ведомости о казённых волостях Таврической губернии 1829 года», отнесли к Байдарской волости.
Именным указом Николая I от 23 марта(по старому стилю) 1838 года, 15 апреля был образован новый Ялтинский уезд и деревню передали в состав Байдарской волости Ялтинского уезда. На карте 1842 года Узунджа обозначена с 51 двором.
В 1860-х годах, после земской реформы Александра II, деревня осталась в составе преобразованной Байдарской волости. Согласно «Списку населённых мест Таврической губернии по сведениям 1864 года», составленному по результатам VIII ревизии 1864 года, Узунджу — казённая татарская деревня с 68 дворами, 249 жителями и мечетью при источнике Суук-Су. На трёхверстовой карте 1865—1876 года в деревне Узунджа обозначено 466 дворов. На 1886 год в деревне Узундж при ручье Суук-Су-Дере, согласно справочнику «Волости и важнѣйшія селенія Европейской Россіи», проживало 423 человека в 51 домохозяйстве, действовала мечеть По «Памятной книге Таврической губернии 1889 года», по результатам Х ревизии 1887 года, в деревне Узунджа числилось 67 дворов и 401 житель. На верстовой карте 1889—1890 года в деревне Узунджа обозначено 55 дворов с татарским населением.
После земской реформы 1890 года деревня осталась в составе преобразованной Байдарской волости. По «Памятной книге Таврической губернии 1892 года», в деревне Узунджа, входившей в Саватское сельское общество, числилось 583 жителя в 77 домохозяйствах, владевших на правах личной собственности 902,5 десятинами земли. Всеобщая перепись 1897 года зафиксировала в деревне Узунджу 512 жителей, исключительно магометан. По «…Памятной книжке Таврической губернии на 1902 год» в деревне Узунджа, входившей в Саватское сельское общество, числилось 690 жителей в 95 домохозяйствах. На 1914 год в селении действовала земская школа. По Статистическому справочнику Таврической губернии. Ч.II-я. Статистический очерк, выпуск восьмой Ялтинский уезд, 1915 год, в деревне Узунджа Байдарской волости Ялтинского уезда, числилось 98 дворов (92 двора с землёй, 6 — безземельные) с татарским населением в количестве 455 человек приписных жителей и 28 — «посторонних», из которых 233 мужчины и 250 женщин. Жители владели 680 десятинами земли. В хозяйствах имелось 62 лошади, 110 волов, 106 коров и 945 голов овец, свиней, или коз. В эти годы, по инициативе председателя Таврической губернской земской управы Н. Н. Богданова, было проложенно шоссе от деревни Скеля.
После установления в Крыму Советской власти, по постановлению Крымревкома от 8 января 1921 года, была упразднена волостная система и село вошло в состав Севастопольского уезда. 21 января 1921 года на территории Севастопольского уезда был создан Балаклавский район. По одним сведениям, Байдарский район существовал уже с декабря 1921 года, в который включили Саватку. По другим источникам — район был образован постановлением Крымского ЦИК и СНК 4 апреля 1922 года (во втором случае, дата почти совпадает с перенесением райцентра в Байдары — на сайте Севастопольского горсовета это 6 мая того же года). В 1922 году уезды получили название округов. 11 октября 1923 года, согласно постановлению ВЦИК, в административное деление Крымской АССР были внесены изменения, в результате которых был создан Севастопольский район и село включили в его состав. 10 сентября 1925 года, решением собрания граждан сельсовета, был разукрупнён Байдарский сельсовет и создан Скельский, в который вошла Узунджа, с населением 515 человек. Согласно Списку населённых пунктов Крымской АССР по Всесоюзной переписи 17 декабря 1926 года, в селе Узунджа, центре Узунджинского сельсовета Севастопольского района, числилось 119 дворов, из них 70 крестьянских, население составляло 503 человека, из них 494 татарина, 5 русских и 4 украинца, действовала татарская школа I ступени (пятилетка). На основании постановления Крымского ЦИКа от 15 сентября 1930 года был вновь создан Балаклавский район и Узунджу включили в его состав.
В 1944 году, после освобождения Крыма от фашистов, согласно Постановлению ГКО № 5859 от 11 мая 1944 года, 18 мая крымские татары были депортированы в Среднюю Азию. На май того года в селе учтено 589 жителей (123 семьи), из них 585 человек крымских татар и 4 русских; было принято на учёт 80 домов спецпереселенцев. По другим данным из Узунджи (колхоз им. Димитрова) выселена 81 семья, осталось 10 семей. 12 августа 1944 года было принято постановление № ГОКО-6372с «О переселении колхозников в районы Крыма», по которому из Воронежской области РСФСР в Балаклавский район переселялись 6000 колхозников — конкретно в село 93 семьи и в сентябре 1944 года в район уже прибыли 8470 человек (с 1950 года в район стали приезжать колхозники Сумской области УССР). Указом Президиума Верховного Совета РСФСР от 21 августа 1945 года Узунджи было переименовано в Колхозное и Узунджинский сельсовет — в Колхозновский. С 25 июня 1946 года Колхозное в составе Крымской области РСФСР, 26 апреля 1954 года Севастополь, в составе Крымской области, был передан из состава РСФСР в состав УССР. По состоянию на 1 января 1953 года в селе было 44 хозяйства колхозников (160 человек) и 1 хозяйство рабочих и служащих (2 человека). К 1954 году Колхозновский сельсовет упразднили, слив с Родниковским и на тот год в Колхозном числилось 44 хозяйства и 151 житель. 24 апреля 1957 года был упразднён Балаклавский район и сельсовет передан в состав Куйбышевского района Крымской области. Время упразднения сельсовета пока не установлено: на 15 июня 1960 года село уже числилось в составе Родниковского. Указом Президиума Верховного Совета УССР «Об укрупнении сельских районов Крымской области», от 30 декабря 1962 года Куйбышевский район упразднили и село передали в Бахчисарайский район. 1 января 1965 года, указом Президиума ВС УССР «О внесении изменений в административное районирование УССР — по Крымской области», Колхозное вновь передано из Бахчисарайского района в подчинение Балаклавскому. На 1968 год Колхозное подчинили Орлиновскому сельсовету. С 18 марта 2014 года, после российской аннексии Крыма, де-факто в составе города федерального значения Севастополя России.
12 мая 2016 года парламент Украины, не признающий российскую аннексию, принял постановление о переименовании села в Узунджи, в соответствии с законами о декоммунизации, а 17 июля 2020 года ввёл новую сеть районов в стране, после чего село должно было оказаться в Бахчисарайском районе Автономной Республики Крым, однако данные решения не вступали в силу до «возвращения Крыма под общую юрисдикцию Украины». 9 сентября 2023 года, несмотря на отсутствие контроля над полуостровом, вступили в силу поправки, которые ввели в действие данное постановление в отношении Крыма.